# Aissata Touré
Pour les articles homonymes, voir Touré.
Aissata Touré, née le 18 septembre 1990 à Conakry, est une athlète guinéenne spécialiste du 100 mètres.

## Carrière
Elle a participé aux Jeux olympiques d'été de 2012 : elle a réalisé 13 s 25 et a été classée 24e lors du premier tour de qualification. Comme deux autres membres de la délégation guinéenne présente à Londres, elle aurait profité de cette compétition pour rester en Europe,.